# Windwatt

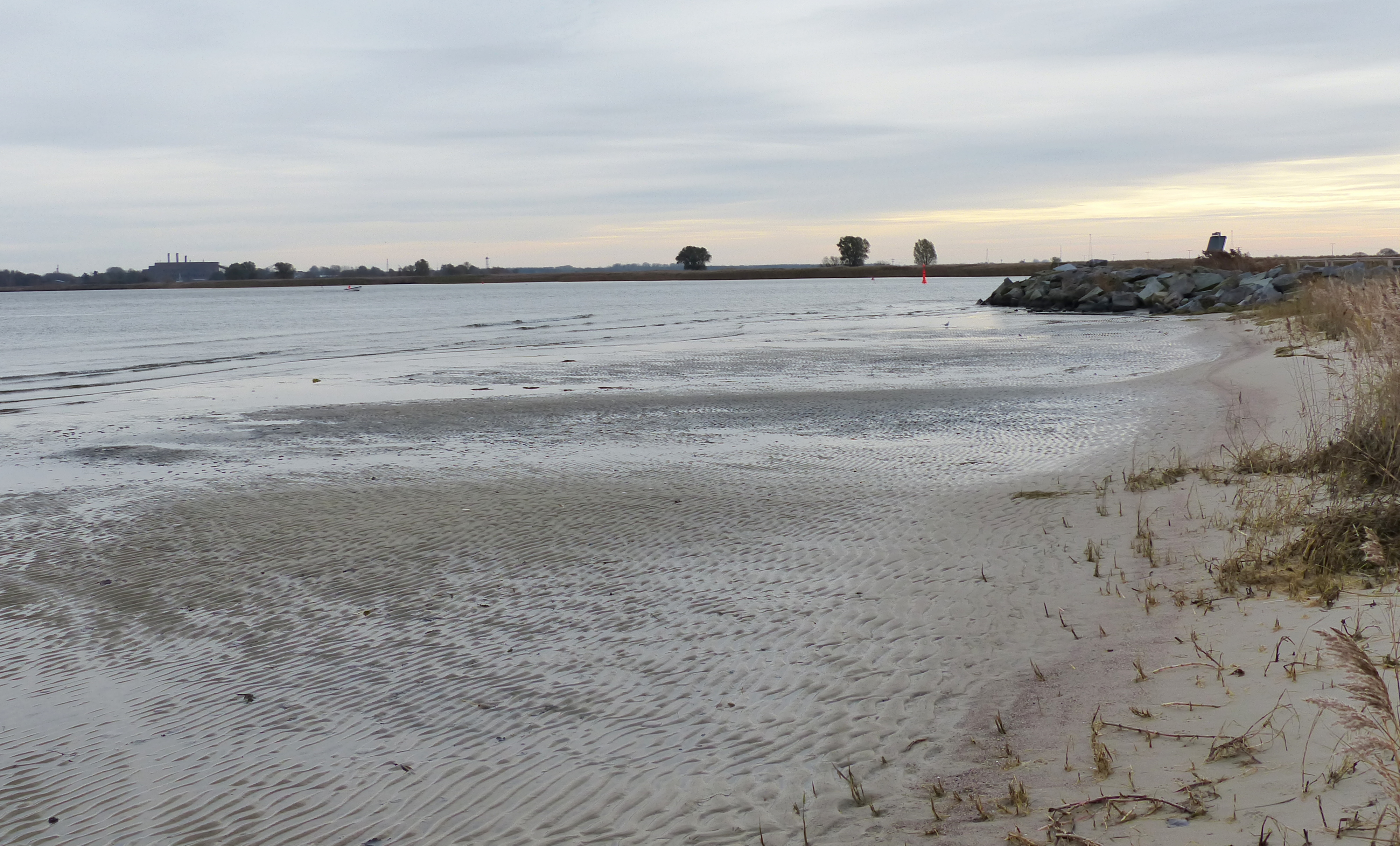
Un windwatt en el estrecho Peenestrom cerca de Freest.

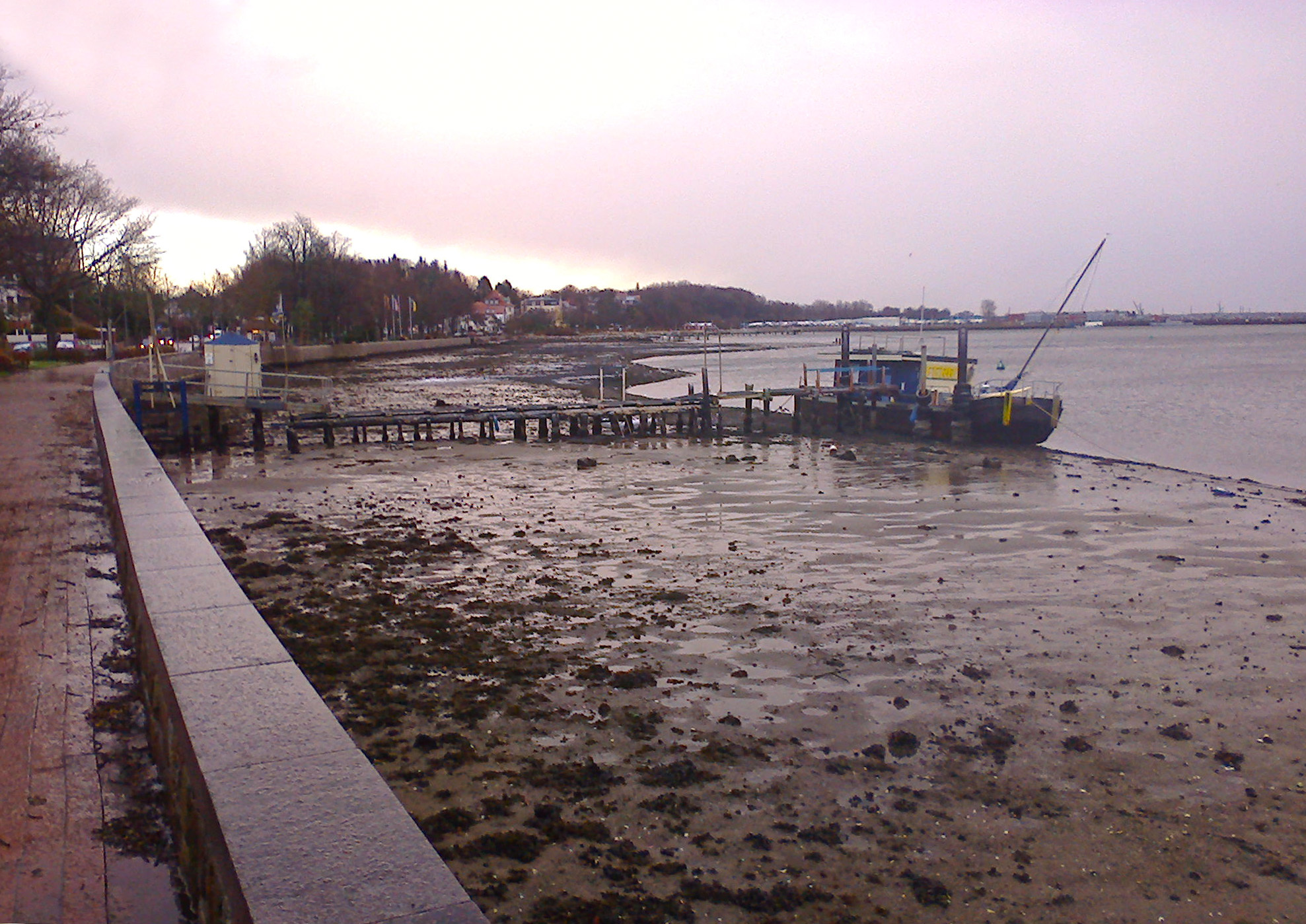
Un windwatt que apareció en Eckernförde a causa del Ciclón Xaver.

Un windwatt es una marisma expuesta como resultado de la acción del viento sobre el agua. Ocurren especialmente en el parque nacional del Área de la Laguna de Pomerania Occidental en la costa alemana del Mar Báltico. El término es alemán.
A diferencia del Mar de Wadden a lo largo de la costa europea del Mar del Norte, las zonas de aguas poco profundas del parque nacional del Área de la Laguna de Pomerania Occidental no se ven afectadas en gran medida por las mareas oceánicas. Sin embargo, cuando hay fuertes vientos en cierta dirección, el agua es expulsada de las lagunas (los llamados bodden) hacia el Mar Báltico, de modo que varias áreas de lodo particularmente poco profundas quedan expuestas y se secan. El agua fluye hacia atrás cuando el viento gira nuevamente. 
Estos windwatts son una fuente importante de alimento para las aves migratorias en otoño. Para las grullas, que cruzan la región occidental de Pomerania durante la migración, los windwatts son una de las áreas de descanso más importantes de Europa occidental.